# Rockstar (bài hát của Post Malone)
"Rockstar" (thường được viết cách điệu bằng chữ in thường) là một bài hát của rapper người Mỹ Post Malone hợp tác với rapper người Mỹ 21 Savage nằm trong album phòng thu thứ hai của anh, Beerbongs & Bentleys (2018). Nó được phát hành vào ngày 15 tháng 9 năm 2017 như là đĩa đơn đầu tiên trích từ album bởi Republic Records. Bài hát được đồng viết lời bởi hai nghệ sĩ, Joey Badass, Carl Austin Rosen với những nhà sản xuất nó Louis Bell và Olufunmibi "Tank God" Awoshiley, bên cạnh sự tham gia đồng sản xuất từ Fabio Almeida. Ban đầu, phiên bản gốc của nó bao gồm sự tham gia góp giọng của Badass và T-Pain trước khi kế hoạch được thay đổi bằng việc cặp đôi được thay thế bởi 21 Savage, và sau đó phiên bản này cũng đã bị rò rỉ trên mạng. Được lấy cảm hứng từ bài hát năm 1977 của Ian Dury "Sex & Drugs & Rock & Roll", "Rockstar" là một bản hip hop kết hợp với những yếu tố từ southern hip hop, lo-fi và trap mang nội dung đề cập đến phong cách sống của một ngôi sao nhạc rock và cách anh phải đối mặt với guồng quay của âm nhạc, tình dục và chất gây nghiện.
Sau khi phát hành, "Rockstar" đa phần nhận được những phản ứng tích cực từ các nhà phê bình âm nhạc, trong đó họ đánh giá cao giai điệu hấp dẫn cũng như quá trình sản xuất nó. Ngoài ra, bài hát còn gặt hái nhiều giải thưởng và đề cử tại những lễ trao giải lớn, bao gồm chiến thắng tại giải Video âm nhạc của MTV năm 2018 cho Bài hát của năm và hai đề cử giải Grammy cho Thu âm của năm và Trình diễn rap/hát xuất sắc nhất tại lễ trao giải thường niên lần thứ 61. "Rockstar" cũng tiếp nhận những thành công vượt trội về mặt thương mại, đứng đầu các bảng xếp hạng ở Úc, Áo, Canada, Đan Mạch, Phần Lan, Ireland, New Zealand, Na Uy, Thụy Điển và Vương quốc Anh, đồng thời lọt vào top 10 ở hầu hết những quốc gia nó xuất hiện, bao gồm vươn đến top 5 ở những thị trường lớn như Bỉ, Pháp, Đức, Ý, Hà Lan và Thụy Sĩ. Tại Hoa Kỳ, nó đạt vị trí số một trên bảng xếp hạng Billboard Hot 100 trong tám tuần liên tiếp, trở thành đĩa đơn quán quân đầu tiên của Post Malone và 21 Savage tại đây. Tính đến nay, nó đã bán được hơn 16 triệu bản trên toàn cầu, trở thành một trong những đĩa đơn bán chạy nhất mọi thời đại.
Video ca nhạc cho "Rockstar" được đạo diễn bởi Emil Nava, trong đó bao gồm những cảnh Post Malone chiến đấu chống lại một nhóm võ sĩ samurai có kiếm trong một căn phòng và kết thúc với việc anh và 21 Savage đều bị phủ máu khắp người. Nó đã nhận được nhiều lượt yêu cầu phát sóng liên tục trên những kênh truyền hình âm nhạc, như MTV, VH1 và BET, đồng thời thu hút nhiều sự so sánh với bộ phim năm 1973 Lady Snowblood về mặt nội dung lẫn hình ảnh. Để quảng bá bài hát, hai rapper đã trình diễn nó trên nhiều chương trình truyền hình và lễ trao giải lớn, bao gồm giải Video âm nhạc của MTV năm 2018 (với Aerosmith) và giải Grammy lần thứ 61 (với Red Hot Chili Peppers), cũng như trong nhiều chuyến lưu diễn của họ. Kể từ khi phát hành, "Rockstar" đã được hát lại và sử dụng làm nhạc mẫu bởi nhiều nghệ sĩ, như Lil Wayne, Nicki Minaj, Conor Maynard và Rae Morris. Một phiên bản phối lại chính thức mang phong cách Latinh của bài hát với sự tham gia góp giọng từ Nicky Jam và Ozuna đã được phát hành, bên cạnh một số phiên bản khác được thực hiện bởi Jadakiss, Nino Man và Fetty Wap.

## Danh sách bài hát
Tải kĩ thuật số
1. "Rockstar" (hợp tác với 21 Savage) – 3:38

Tải kĩ thuật số - Latin phối lại
1. "Rockstar" (hợp tác với Nicky Jam và Ozuna) – 4:05

## Xếp hạng
| Bảng xếp hạng (2017-18)                   | Vị trí cao nhất |
| ----------------------------------------- | --------------- |
| Úc (ARIA)                                 | 1               |
| Áo (Ö3 Austria Top 40)                    | 1               |
| Bỉ (Ultratop 50 Flanders)                 | 5               |
| Bỉ (Ultratop 50 Wallonia)                 | 3               |
| Canada (Canadian Hot 100)                 | 1               |
| Cộng hòa Séc (Rádio Top 100)              | 98              |
| Cộng hòa Séc (Singles Digitál Top 100)    | 1               |
| Đan Mạch (Tracklisten)                    | 1               |
| Phần Lan (Suomen virallinen lista)        | 1               |
| Pháp (SNEP)                               | 5               |
| Đức (GfK)                                 | 2               |
| Hy Lạp Nhạc số (Billboard)                | 1               |
| Hungary (Single Top 40)                   | 6               |
| Hungary (Stream Top 40)                   | 1               |
| Ireland (IRMA)                            | 1               |
| Ý (FIMI)                                  | 2               |
| Lebanon (Lebanese Top 20)                 | 4               |
| Malaysia (RIM)                            | 11              |
| Mexico Phát thanh (Billboard)             | 37              |
| Hà Lan (Dutch Top 40)                     | 4               |
| Hà Lan (Single Top 100)                   | 2               |
| New Zealand (Recorded Music NZ)           | 1               |
| Na Uy (VG-lista)                          | 1               |
| Philippines (Philippine Hot 100)          | 23              |
| Ba Lan (Polish Airplay Top 100)           | 22              |
| Bồ Đào Nha (AFP)                          | 1               |
| Romania (Airplay 100)                     | 1               |
| Russia Phát thanh (Tophit)                | 3               |
| Scotland (OCC)                            | 10              |
| Slovakia (Singles Digitál Top 100)        | 1               |
| Tây Ban Nha (PROMUSICAE)                  | 16              |
| Thụy Điển (Sverigetopplistan)             | 1               |
| Thụy Sĩ (Schweizer Hitparade)             | 2               |
| Anh Quốc (OCC)                            | 1               |
| Ukraine Phát thanh (Tophit)               | 9               |
| Hoa Kỳ Billboard Hot 100                  | 1               |
| Hoa Kỳ Dance/Mix Show Airplay (Billboard) | 7               |
| Hoa Kỳ Hot R&B/Hip-Hop Songs (Billboard)  | 1               |
| Hoa Kỳ Pop Airplay (Billboard)            | 5               |
| Hoa Kỳ Hot Rap Songs (Billboard)          | 1               |
| Hoa Kỳ Rhythmic (Billboard)               | 1               |

| Bảng xếp hạng (2010–2019)            | Vị trí |
| ------------------------------------ | ------ |
| Australia (ARIA)                     | 34     |
| Germany (Official German Charts)     | 46     |
| Norway (VG-lista)                    | 14     |
| UK Singles (Official Charts Company) | 50     |
| US Billboard Hot 100                 | 23     |
| US Hot R&B/Hip-Hop Songs (Billboard) | 6      |

| Bảng xếp hạng        | Vị trí |
| -------------------- | ------ |
| US Billboard Hot 100 | 88     |

| Bảng xếp hạng (2017)                  | Vị trí |
| ------------------------------------- | ------ |
| Australia (ARIA)                      | 16     |
| Australia Urban (ARIA)                | 3      |
| Austria (Ö3 Austria Top 40)           | 26     |
| Belgium (Ultratop 50 Flanders)        | 94     |
| Canada (Canadian Hot 100)             | 38     |
| Denmark (Tracklisten)                 | 15     |
| France (SNEP)                         | 44     |
| Germany (Official German Charts)      | 21     |
| Hungary (Single Top 40)               | 58     |
| Hungary (Stream Top 40)               | 21     |
| Italy (FIMI)                          | 59     |
| Netherlands (Dutch Top 40)            | 40     |
| Netherlands (Single Top 100)          | 44     |
| New Zealand (Recorded Music NZ)       | 13     |
| Norway (VG-lista)                     | 11     |
| Russia Airplay (Tophit)               | 146    |
| Sweden (Sverigetopplistan)            | 16     |
| Switzerland (Schweizer Hitparade)     | 49     |
| UK Singles (Official Charts Company)  | 22     |
| US Billboard Hot 100                  | 56     |
| US Hot R&B/Hip-Hop Songs (Billboard)  | 27     |
| US Rap Songs (Billboard)              | 27     |
| US Rhythmic (Billboard)               | 48     |
| Bảng xếp hạng (2018)                  | Vị trí |
| Australia (ARIA)                      | 12     |
| Australia Urban (ARIA)                | 5      |
| Austria (Ö3 Austria Top 40)           | 35     |
| Belgium (Ultratop 50 Flanders)        | 55     |
| Belgium (Ultratop 50 Wallonia)        | 21     |
| Canada (Canadian Hot 100)             | 4      |
| CIS (Tophit)                          | 14     |
| Denmark (Tracklisten)                 | 20     |
| Estonia (IFPI)                        | 3      |
| Germany (Official German Charts)      | 21     |
| Hungary (Single Top 40)               | 39     |
| Hungary (Stream Top 40)               | 10     |
| Ireland (IRMA)                        | 19     |
| Italy (FIMI)                          | 70     |
| Netherlands (Dutch Top 40)            | 105    |
| Netherlands (Single Top 100)          | 67     |
| New Zealand (Recorded Music NZ)       | 9      |
| Romania (Airplay 100)                 | 1      |
| Russia (Tophit)                       | 22     |
| Sweden (Sverigetopplistan)            | 8      |
| Switzerland (Schweizer Hitparade)     | 18     |
| UK Singles (Official Charts Company)  | 24     |
| US Billboard Hot 100                  | 5      |
| US Dance/Mix Show Airplay (Billboard) | 38     |
| US Hot R&B/Hip-Hop Songs (Billboard)  | 6      |
| US Pop Songs (Billboard)              | 32     |
| US Rap Songs (Billboard)              | 6      |
| US Rhythmic (Billboard)               | 11     |
| Bảng xếp hạng (2019)                  | Vị trí |
| Australia (ARIA)                      | 80     |
| Australia Urban (ARIA)                | 22     |
| Latvia (LAIPA)                        | 30     |

## Chứng nhận
| Quốc gia | Chứng nhận  | Số đơn vị/doanh số chứng nhận |
| --- | ----------- | ----------------------------- |
| Úc (ARIA) | 8× Bạch kim | 560.000‡                      |
| Áo (IFPI Áo) | Vàng        | 15.000‡                       |
| Bỉ (BEA) | 2× Bạch kim | 40.000‡                       |
| Brasil (Pro-Música Brasil) | Kim cương   | 160.000‡                      |
| Canada (Music Canada) | Kim cương   | 800.000‡                      |
| Đan Mạch (IFPI Đan Mạch) | 3× Bạch kim | 270.000‡                      |
| Pháp (SNEP) | Kim cương   | 233.333‡                      |
| Đức (BVMI) | 3× Vàng     | 450.000‡                      |
| Ý (FIMI) | 4× Bạch kim | 200.000‡                      |
| México (AMPROFON) | 2× Bạch kim | 120.000‡                      |
| Hà Lan (NVPI) | 4× Bạch kim | 80.000‡                       |
| New Zealand (RMNZ) | 2× Bạch kim | 60.000‡                       |
| Na Uy (IFPI) | 4× Bạch kim | 240.000‡                      |
| Bồ Đào Nha (AFP) | 3× Bạch kim | 30.000‡                       |
| Tây Ban Nha (PROMUSICAE) | Bạch kim    | 40.000‡                       |
| Thụy Điển (GLF) | 7× Bạch kim | 56.000.000                    |
| Anh Quốc (BPI) | 3× Bạch kim | 1.800.000‡                    |
| Hoa Kỳ (RIAA) | 8× Bạch kim | 8.000.000‡                    |
| * Chứng nhận dựa theo doanh số tiêu thụ. ^ Chứng nhận dựa theo doanh số nhập hàng. ‡ Chứng nhận dựa theo doanh số tiêu thụ và phát trực tuyến. |             |                               |

## Lịch sử phát hành
| Quốc gia | Ngày                | Định dạng              | Hãng đĩa |
| -------- | ------------------- | ---------------------- | -------- |
| Hoa Kỳ   | 15 tháng 9 năm 2017 | Tải kĩ thuật số        | Republic |
| Hoa Kỳ   | 26 tháng 9 năm 2017 | Rhythmic contemporary  | Republic |
| Hoa Kỳ   | 26 tháng 9 năm 2017 | Contemporary hit radio | Republic |